# Dan Trachtenberg
Dan Trachtenberg, född 11 maj 1981 i Philadelphia i Pennsylvania, är en amerikansk filmskapare och podcastvärd. Han är mest känd för att ha regisserat filmerna 10 Cloverfield Lane (2016) och Prey (2022), varav den förstnämnda har gett honom en nominering på Directors Guild of America Awards. Han har även regisserat två stycken pilotavsnitt till de bägge TV-serierna The Boys och The Lost Symbol, där han även agerar som exekutiv producent (den sistnämnda TV-serien).

## Filmografi (i urval)

### Långfilmer
| 2016 | 10 Cloverfield Lane | Ja | Nej        |
| 2022 | Prey                | Ja | Berättelse |
| TBA  | Predator: Badlands  | Ja | Ja         |

### TV-serier
| År   | Titel           |                                            |
| År   | Titel           | Noter                                      |
| ---- | --------------- | ------------------------------------------ |
| 2016 | Black Mirror    | Avsnittet "Playtest"                       |
| 2019 | The Boys        | Avsnittet "The Name of the Game"           |
| 2021 | The Lost Symbol | Avsnittet "Pilot"; Även exekutiv producent |
| 2025 | Stranger Things | [ 3 ]                                      |